# Berlínští filharmonikové
Berlínští filharmonikové, též Berlínská filharmonie (německy Berliner Philharmoniker), jsou významný symfonický orchestr sídlící v Berlíně. Svou pověst těleso získalo zejména v době působení dirigenta Herberta von Karajana. V hlasování světových kritiků, vyhlášeném časopisem Gramophone, se umístilo na druhém místě v žebříčku 20 nejlepších světových orchestrů.
Od srpna 2019 je šédirigentem Rus Kirill Petrenko, který s orchestrem spolupracoval již dříve jako hostující dirigent.

## Historie
Orchestr byl založen 54 hudebníky na jaře 1882 pod názvem Frühere Bilsesche Kapelle (volný překlad: bývalá Bilseho kapela). Skupinu tvořili hráči, kteří opustili orchestr Benjamina Bilseho kvůli jeho autoritativnímu přístupu a plánům dopravit hráče na koncert do Varšavy vlakem čtvrtou třídou. Jako jejich první dirigent zde působil Ludwig von Brenner. Hudebníci zápasili s finančními problémy až do roku 1887 kdy se jich ujal koncertní agent Hermann Wolff, kterému se podařilo stabilizovat orchestr pod novým názvem Berliner Philharmoniker. Jeho zásluhou se také podařilo v orchestru angažovat Hanse von Bülowa, považovaného za vedoucího dirigenta své doby. Za krátkou dobu Bullow položil základy umělecké kvality a identity orchestru. Jako hostující dirigenti s orchestrem zkoušely mnohé významné osobnosti – Hermann Levi, Hans Richter, Felix von Weigantner, Johannes Brahms, Gustav Mahler či Richard Strauss. V roce 1895 Hanse von Bullow na postu šéfdirigenta vystřídal Arthur Nikish. Za jeho působení došlo k rozšíření repertoáru o současné i mimoněmecké skladatele (Hector Berlioz, Petr Iljič Čajkovskij). Nikishovym následníkem se v roce 1923 stal mladý ambiciózní dirigent Wilhelm Furtwängler. Zaměřil se téměř výlučně na interpretaci skladatelů německého klasicismu a romantismu, v čemž se až doposud řadí mezi špičku. Působení orchestru v době nacismu bylo předmětem spekulací a tato problematika se začala výraznějším způsobem otevírat až v roce 1945.

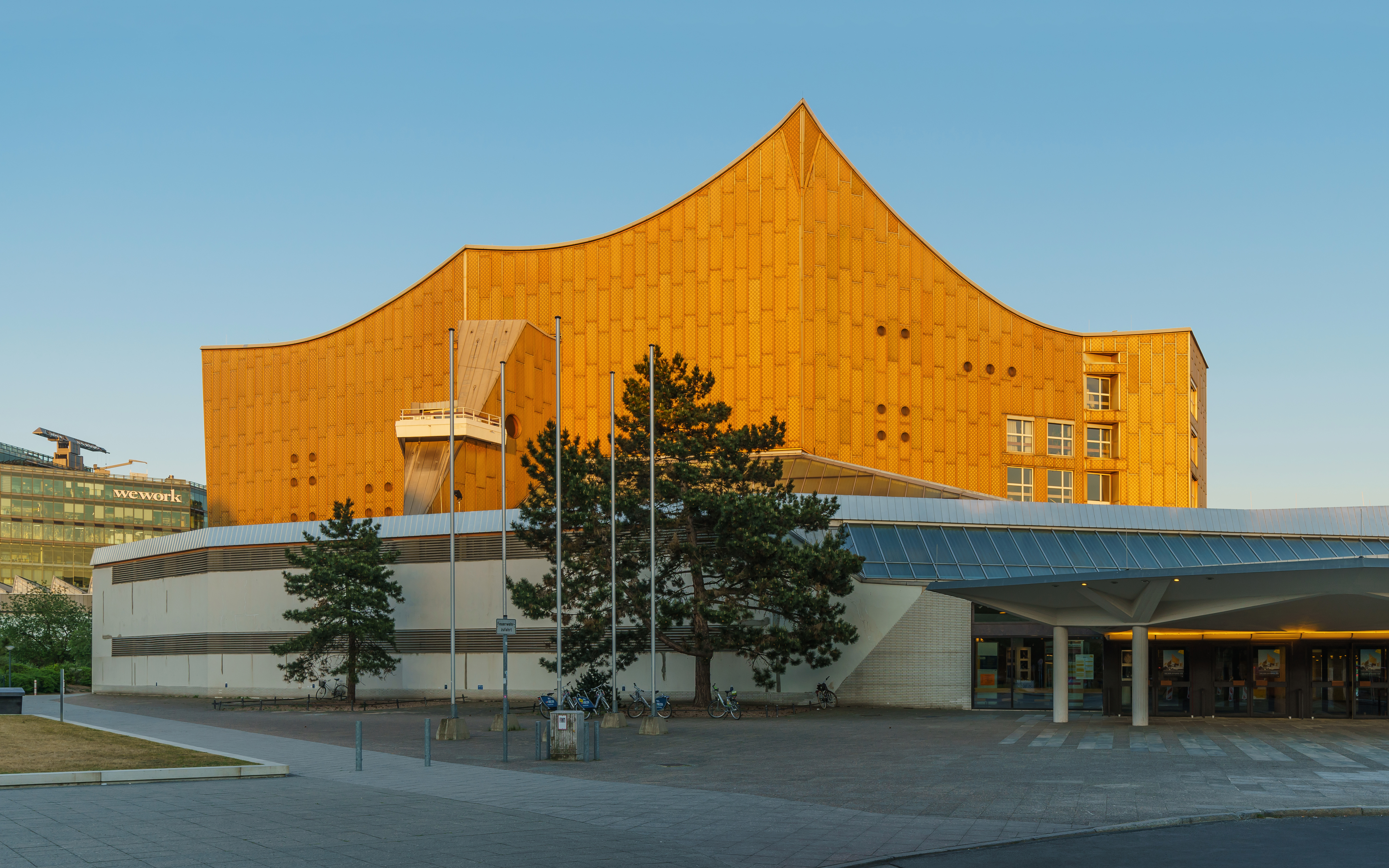
Berlínská filharmonie, od roku 1963 sídlo Berlínských filharmoniků

Po druhé světové válce se šéfdirigentem stal Leo Borchard, který tragicky zahynul náhodným zásahem při střelbě americké armády v Berlíně. Nahradil jej mladý a zapálený rumunský dirigent Sergiu Celibidache. V roce 1947 se na své bývalé místo vrátil Furtwängler, který zde působil až do své smrti v roku 1954, kdy byl hlasováním zvolen šéfdirigentem Herbert von Karajan. Jeho působení je možné označit jako zlatou éru Berlínských filharmoniků. Orchestr díky Karajanovu vedení získal charakteristický zvuk a stal se možná jedním z nejpopulárnějších orchestrů světa až tak, že je nyní možné hovořit až o jeho kultu. Jejich nahrávky pro vydavatelství Deutsche Grammophon patří mezi komerčně nejúspěšnější nahrávky klasické hudby všech dob. V roce 1989 Karajan po více třicetiletém působení s orchestrem na svůj post, měsíc před svou smrtí, rezignoval.
Orchestr neztratil nic ze své pověsti ani pod vedením dalšího šéfdirigenta Claudia Abbada. Mezi jeho nahrávkami s orchestrem jsou významné hlavně opery Straussovy, Wagnerovy, Rossiniho a dalších. V roce 1998 Abbado ohlásil přesun na post uměleckého ředitele filharmonie, v roce 2002 byl novým šéfdirigentem zvolen Simon Rattle, který ve filharmonii působil od sezóny 2002/2003. V dubnu 2008 mu hráči projevili svoji důvěru, když v hlasování rozhodli o jeho setrvání ve funkci, ve které zůstal do roku 2018. Od srpna 2019 je šédirigentem Rus Kirill Petrenko, který s orchestrem spolupracoval již dříve jako hostující dirigent.

## Šéfdirigenti
- Ludwig von Brenner (1882–1887)
- Hans von Bülow (1887–1892)
- Arthur Nikisch (1895–1922)
- Wilhelm Furtwängler (1922–1945)

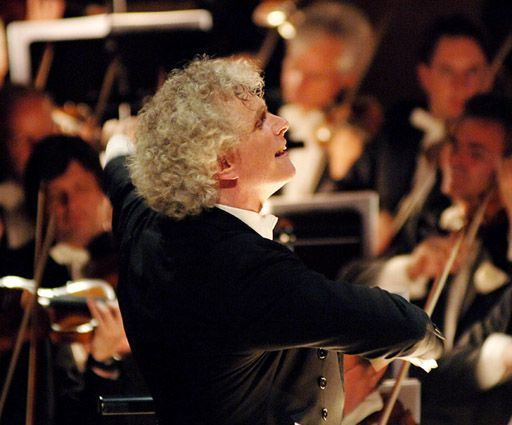
Simon Rattle a Berlínská filharmonie

- Leo Borchard (květen – srpen 1945)
- Sergiu Celibidache (1945–1952)
- Wilhelm Furtwängler (1952–1954)
- Herbert von Karajan (1954–1989)
- Claudio Abbado (1989–2002)
- Simon Rattle (2002–2018)
- Kirill Petrenko (2019–)

## Hudebníci
Orchestr má mezinárodní složení hráčů, kteří jsou vybíráni v náročných konkurzech, při kterých je kladen důraz na to, aby byl orchestr obsazen hudebníky světové kvality. V jednotlivých sekcích působí v současnosti (ke dni 22. října 2018) následující první hráči resp. sólisté (většinou řazení podle abecedy):
- první housle (koncertní mistři): Noah Bendix-Balgley, Daishin Kashimoto, Daniel Stabrawa
- druhé housle: Christian Stadelmann a Thomas Timm
- violy: Amihai Grosz, Naoko Shimizu
- violoncella: Bruno Delepelaire, Ludwig Quandt, Martin Löhr
- kontrabasy: Matthew McDonald, Janne Saksala, Esko Laine
- flétny: Mathieu Dufour, Emmanuel Pahud
- hoboje: Jonathan Kelly, Albrecht Mayer
- klarinety: Wenzel Fuchs, Andreas Ottensamer
- fagoty: Daniele Damiano, Stefan Schweigert, Václav Vonášek (kontrafagot)
- lesní rohy: Stefan Dohr
- trubky: Guillaume Jehl, Gábor Tarkövi
- pozouny: Christhard Gossling a Olaf Ott
- tuba: Alexander von Puttkamer

Někteří bývalí členové orchestru našli jiná pole působnosti, např. houslista a koncertní mistr Guy Braunstein ze Spojených států. Někteří hudebníci jsou zároveň virtuózové na své nástroje s mezinárodní reputací, např. flétnista Emmanuel Pahud z Francie.
Jako první hornista působil u Berlínských filharmoniků v letech 2000 až 2009 Čech Radek Baborák, který se pak rozhodl pro kariéru jako sólista a pedagog, nadále v Německu. V současnosti je členem orchestru opět jeden Čech, hráč na kontrafagot, Václav Vonášek.

## Profil a repertoár
Orchestr patří mezi standardní velké symfonické orchestry. Charakteristický je pro něj sytý, efektní zvuk s důrazem na mohutnost smyčcové sekce, což platí obzvláště pro Karajanovu éru.
Orchestr má velmi široký repertoár, s těžištěm v hudbě německých velikánů klasicismu a romantismu. Orchestr už od dob Furtwänglerových patří mezi nejuznávanějších interprety děl Ludwiga van Beethovena, Richarda Wagnera či Gustava Mahlera.

## Berlínští filharmonikové vČeskoslovensku a Česku
Orchestr Berlínské filharmonie poprvé vystoupil v Československu v roce 1966 v rámci Pražského jara na dvou koncertech ve dnech 29. a 30. května ve Smetanově síni Obecního domu. Pod taktovkou Herberta von Karajana provedli díla Wolfganga Amadea Mozarta, Ludwiga van Beethovena, Bély Bartóka a Antonína Dvořáka.
Další návštěva se uskutečnila opět v rámci Pražského jara v roce 1969. Za řízení Herberta von Karajana posluchači vyslechli na dvou koncertech díla Beethovena, Strausse, Bartóka a Brahmse.
Třetí návštěva orchestru proběhla v roce 1976 znovu v rámci Pražského jara, tentokráte na jednom koncertě již tradičně pod Karajanovou taktovkou zazněla díla Mozarta a Brahmse.
Následovala dlouhá odmlka - další vystoupení se uskutečnilo až 1. května 1991 v rámci nového projektu Europakonzert. Ve Smetanově síni s dirigentem Claudiem Abbadem publikum vyslechlo árie a symfonie Wolfganga Amadea Mozarta. Další vystoupení se uskutečnilo zanedlouho, 23. května 1995 vystoupil orchestr na pozvání Pražského jara ve Dvořákově síni Rudolfina, kde dirigent Claudio Abbado řídil 3. a 8. symfonii Ludwiga van Beethovena. Další koncert se odehrál až o 11 let později, opět v rámci cyklu Evropských koncertů v mozartovském roce 2006 orchestr zahrál ve Stavovském divadle za řízení Daniela Barenboima mozartovský program.
V roce 2011 orchestr Berlínské filharmonie přijal pozvání Pražského jara na závěrečný koncert, na kterém šéfdirigent Simon Rattle ve Smetanově síni Obecního domu dirigoval monumentální 6. symfonii Gustava Mahlera. V roce 2013 byla Praha jako první město v Evropě svědkem třetího hostování orchestru v rámci prvomájových Evropských koncertů. Tento koncert pořádaný ve spolupráci s Pražským jarem se konal ve Španělském sále Pražského hradu. Dirigent Simon Rattle přizval jako sólistku svou manželku Magdalenu Koženou, která přednesla výběr z Biblických písní Antonína Dvořáka. Dále zazněla Fantazie na téma Thomase Tallise Ralpha Vaughana Williamse a Beethovenova Pastorální symfonie.
Zatím poslední vystoupení berlínského orchestru v Česku se uskutečnilo 15. listopadu 2014 v rámci 2. ročníku Klavírního festivalu Rudolfa Firkušného pořádaného Pražským jarem. Tento koncert byl uspořádán u příležitosti 25. výročí Sametové revoluce a politických změn ve střední a východní Evropě. Na programu byl zařazen 4. klavírní koncert Bohuslava Martinů v podání českého klavíristy Ivo Kahánka a po přestávce zazněla 9. symfonie Ludwiga van Beethovena se špičkovým obsazením sólistů a Pražským filharmonickým sborem.
V květnu 2020 měl orchestr zahajovat festival Pražské jaro, a to mimořádně díly Gustava Mahlera, pandemie covidu-19 však toto vystoupení neumožnila. K zahajovacímu koncertu došlo až při 79. ročníku festivalu 12. května 2024, kdy pod taktovkou šéfdirigenta Kirilla Petrenka orchestr zahrál k 200. narozeninám Bedřicha Smetany jeho cyklus symfonických básní Má vlast.